# Hooe (Devon)
Hooe – dzielnica miasta Plymouth, w Anglii, w Devon, w dystrykcie (unitary authority) Plymouth. Hooe jest wspomniana w Domesday Book (1086) jako Ho.